# Andrea Jaffe
Andrea Sue Jaffe (Estados Unidos, 18 de fevereiro de 1950 — Wilmington, 24 de agosto de 2016) foi uma publicitária norte-americana.